# Stavkî, Bârzula
Stavkî (în ucraineană Ставки) este un sat în comuna Cuialnic din raionul Bârzula, regiunea Odesa, Ucraina.

## Demografie
Componența lingvistică a localității Stavkî
     Ucraineană (78,26%)
     Rusă (11,46%)
     Română (8,7%)
     Alte limbi (1,19%)
Conform recensământului din 2001, majoritatea populației localității Ceapaievka era vorbitoare de ucraineană (78,26%), existând în minoritate și vorbitori de rusă (11,46%) și română (8,7%).